# Belén Ibarz
Pour l’article homonyme, voir Ibarz.
María Belén Ibarz Ibarz, née le 17 octobre 1968, est une femme politique espagnole membre du Parti aragonais (PAR).

## Biographie

### Vie privée
Elle est veuve et mère d'une fille et un fils.

### Profession
María Belén Ibarz est cheffe d'entreprise dans le secteur agricole.

### Activités politiques
Elle est maire de Velilla de Cinca à partir de 2011 ainsi que conseillère à la comarque de Bajo Cinca/Baix Cinca.
Le 12 mars 2013, elle devient sénatrice pour Huesca au Sénat et est réélue en 2015 et 2016.
Au Sénat, elle est la première secrétaire de la commission chargée du Budget.